# Tom (Lost)
Tom egy fiktív szereplő a Lost c. sorozatból.
Tom a "Többiekhez" tartozik. A túlélők először akkor találkoznak vele, amikor néhányadmagával elrabolja Waltot a tutajról. Michael visszaemlékezésből kiderül, hogy találkozott a "Többiek"-kel, miközben Waltot kereste. Miközben Pickett elterelte a figyelmét, Tom hátulról támadott rá. Michael menekülni próbált, de Tom egy parittyával leterítette őt.  
Jack, Sawyer és Locke akkor kerülnek vele szembe, amikor Michael keresésére indulnak. Tom azt mondja nekik, hogy ez az ő szigetük, és csak azért élhetnek rajta, mert engedélyt adtak rá. Meghagyja, hogy nem mehetnek tovább attól a vonaltól, ahol áll. Túszúl ejti Katet, hogy rákényszerítse őket a fegyverek átadására. 
Claire a túlélők segítségével végre felidézi azt az emlékezetéből kiesett időszakot, amikor Ethan fogságában volt. Láthatjuk, ahogy Tom -ezúttal szakáll nélkül- letolja Ethant, mert még nem kellett volna idehoznia Clairet. Azt mondja, "Ő" nem lesz megelégedve.
Miután Michael elárulta társait, a "Többiek" egy mólóra vezetik őket. Kate azt mondja Tomnak, tudja, hogy nem igazi a szakálla. Erre Tom leveszi az álszakállat. Mikor "Henry" megérkezik, megkérdezi Tomtól, mért nincs rajta a szakáll. Tomnak sejtelme sincs, hogyan jöttek rá álcájára. 
Amikor Kate magához tér fogságában, Tom arra kéri zuhanyozzon le. Majd eldugja Kate ruháit, és Alex ruháját teszi a helyébe, hogy azt vegye fel.